# Distribuzione di Bernoulli
In teoria delle probabilità la distribuzione di Bernoulli (o bernoulliana) è una distribuzione di probabilità su due soli valori: {\displaystyle 0} e {\displaystyle 1}, detti anche fallimento e successo. Prende il nome dallo scienziato svizzero Jakob Bernoulli (1654-1705).

## Definizione
Una variabile aleatoria discreta {\displaystyle X} ha distribuzione di Bernoulli {\displaystyle {\mathcal {B}}(p)} di parametro {\displaystyle p\in [0,1]} se e solo se
{\displaystyle P(X=1)=p,}
{\displaystyle P(X=0)=q=1-p,}
ossia
{\displaystyle P(X=i)=p^{i}(1-p)^{1-i}}  per {\displaystyle i=0,1.}
Il valore atteso è
{\displaystyle \mathrm {E} (X)=0\cdot p^{0}(1-p)^{1-0}+1\cdot p^{1}(1-p)^{1-1}=p,}
e la varianza è
{\displaystyle \mathrm {Var} (X)=pq=p(1-p).}

## Altre leggi
Un processo di Bernoulli è una successione di variabili aleatorie indipendenti {\displaystyle X_{i}} di uguale distribuzione di Bernoulli {\displaystyle {\mathcal {B}}(p)}, dette prove di Bernoulli. Da tale processo si possono definire le seguenti ulteriori leggi. La distribuzione binomiale descrive la probabilità del numero di successi in {\displaystyle n} prove di Bernoulli, ovvero della variabile aleatoria
{\displaystyle S_{n}=X_{1}+X_{2}+\ldots +X_{n}.}
La distribuzione geometrica e più in generale la distribuzione di Pascal descrivono il tempo del primo e del {\displaystyle k}-esimo successo rispettivamente, ovvero le variabili aleatorie {\displaystyle T=T_{1}} e {\displaystyle T_{k}} definite come
{\displaystyle T_{k}=\min\{t\colon S_{t}=k\}.}